# Mery-ouser-Rê
Mery-ouser-Rê ou Yaqoub-Har est un souverain Hyksôs de la XVe dynastie. Manéthon l’appelle Apachnas ou Pacnan ou Apacnan et lui compte trente-six ans et sept mois de règne (repris par Sextus Julius Africanus, Eusèbe de Césarée et Flavius Josèphe). Le papyrus de Turin a une lacune sur son nom mais lui compte huit ans et trois mois de règne.

## Règne
Successeur de Maâtibrê (Sheshi), on ne le connaît que par des sceaux-scarabée (environ deux douzaines) trouvés principalement en Égypte, mais également quelques-uns en Canaan et un seul dans le sud de la Nubie.
Ce roi, bien que Hyksôs, resta en bons termes avec les trois rois de Thèbes qui succédèrent à Râhotep.

## Titulature
Le nom de Sa-Rê Yaqoub-Har serait d'origine sémite.

## Source
- Nicolas Grimal, Histoire de l'Égypte ancienne [détail des éditions]